# We Belong to the Sea
A We Belong to the Sea a dán-norvég  Aqua együttes 2000. november 13-án megjelent 4. és egyben utolsó kimásolt kislemeze az Aquarius című második stúdióalbumról. Ez volt a csapat utolsó kislemeze, 2001-es feloszlásuk előtt, majd 9 évvel később jelentkeztek egy új kislemezzel, a Back to the 80's című dallal.

## Számlista
Európa 
- CD Single

1. We Belong To The Sea (Radio Edit)	4:16
2. We Belong To The Sea (Love To Infinity Master Mix) 6:57
3. We Belong To The Sea (Mintman 2step Mix) 5:30
4. We Belong To The Sea (Hammerhead Mix) 6:59

## Slágerlista
| Slágerlista (2000) | Legjobb helyezés |
| ------------------ | ---------------- |
| Dánia (IFPI)       | 19               |